# 小樽三角市場
小樽三角市場（おたるさんかくいちば）は、北海道小樽市稲穂にある市場。正式な名称は「小樽駅前市場」である。JR小樽駅に近く観光に適した立地、新鮮な魚介類、海鮮丼や魚介類の定食を楽しむことのできる食堂などが特徴である。

## 沿革
戦前は、三角市場のある場所は大半が空き地で国鉄の宿舎や木賃宿などがあったが、それらも戦中には強制疎開で全て取り壊された。
数十年にわたる市場の歴史の中で、多くの店、店に携わる人々が入れ替わったために、市場の歴史の記録は曖昧だが、戦後間もない1948年（昭和23年）頃に、小樽駅前に続く小径に数点の露店が並び、それらが三角市場の起源と見られている。1950年（昭和25年）から1954年（昭和29年）にかけては、「ガンガン部隊」と呼ばれる魚介類の行商人たちが北海道内各地から集まって、そうした行商人たちがまず得意客となった。やがて値段の安さから、地元客が集まるようになった。出店の増加に伴い近郊の石狩や後志地方の客が増加、遠方の上川や日高地方からも客が訪れるようになり、朝市として発展した。
1955年（昭和30年）から1964年（昭和39年）にかけて、小樽の地場産業の発展により、人口が急増。それに伴い、魚卸問屋から一般市民の小売店へ、魚屋だけでなく、各種食料品店、食料品以外の店舗などが次々に参入した。1957年（昭和32年）には市場の屋根が完成。1962年（昭和37年）7月、小樽駅前市場協同組合が設立された。
同1962年（昭和37年）、三角市場付近に会社を構える事業家が、自社と市場の間の土地を購入して、「三角マーケット」が増設された。同じ屋根の下に店を構える市場であるが、組合は「三角マーケット協同組合」であり、正確には三角市場ではない。

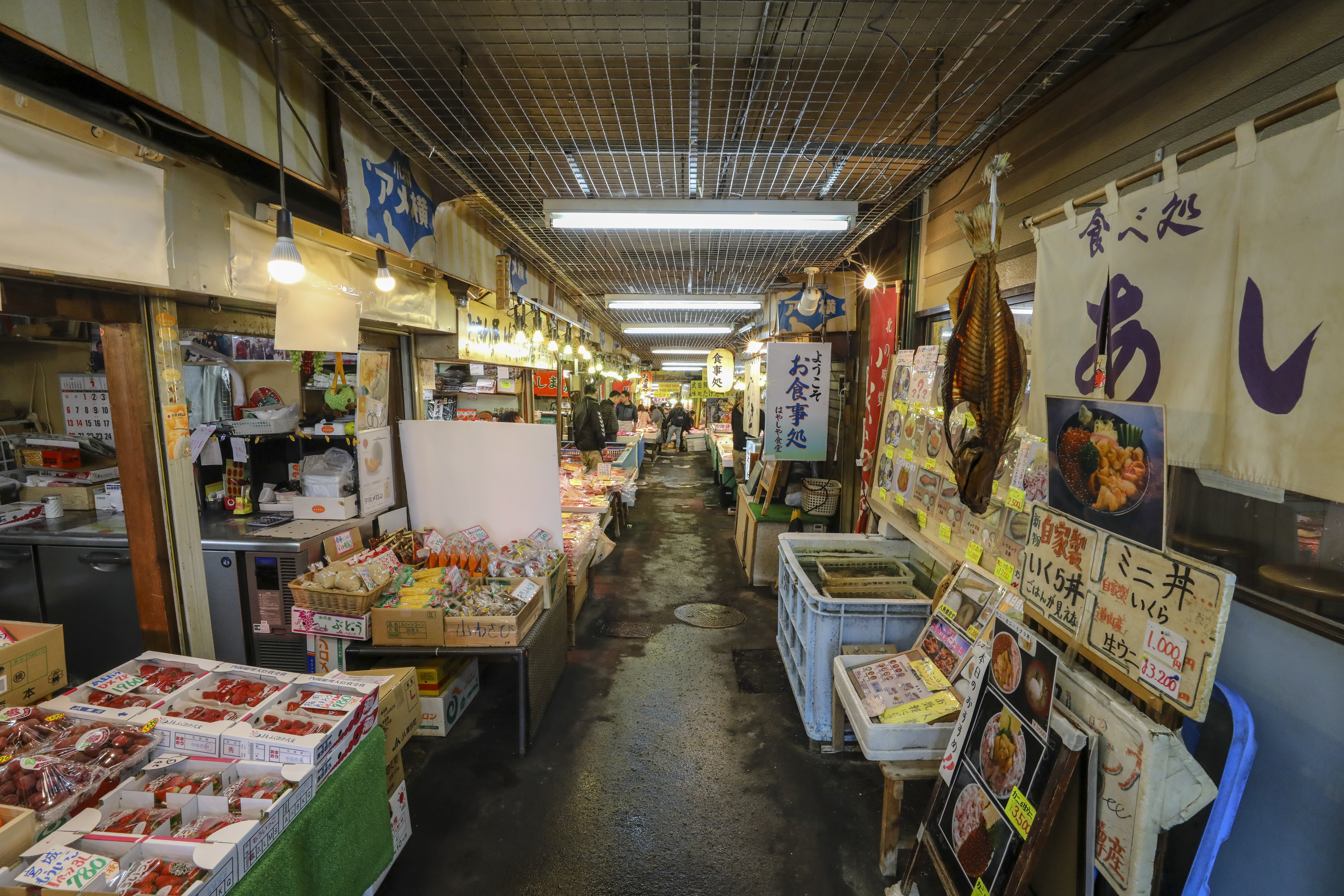
三角市場内（2019年1月14日撮影）

時代の流れと共に、一般市民を対象とした小売りへと移行した。小樽駅前にスーパーマーケットやデパートが出店したことで売上が減少、これが一つの転機となった。さらにバブル景気の絶頂期にカニがブームとなったことで、新鮮なカニを望む客からの希望に応え、多くの鮮魚店がカニの取り扱いを始めた。地方発送に加えて、鮮魚店が茹でたてのカニの提供を始め、客がゆっくりと食事をできる場所を設けたいとの思いから、鮮魚店直営の食堂経営が開始された。
1998年（平成10年）11月には、景気低迷の影響を受ける市場の活性化を目的として、三角市場に出店している店の孫ら、小樽や札幌、後志管内余市町の若者5人によるロックバンド「トライアングル・マーケット」が、三角市場の応援歌「GO!GO!三角市場」を製作した。
最盛期は魚介類以外にも、靴や衣料、惣菜店に至るまで、計50店舗以上の店が集っていたが、1996年（平成8年）から2005年（平成17年）にかけて多数が移転または廃業したことで、2021年（令和3年）時点では16店舗が営業を続けるに至る。

## 名称
「三角市場」の名は通称であり、正式な市場の名称は「小樽駅前市場」である。「三角市場」の名の由来は、「土地と屋根が三角の形をしていることから」「三角形の土地に露店が集まった」などの説がある。
1961年（昭和36年）4月、この市場の裏で殺人事件が起き、翌日の新聞でこの事件について「三角市場」の名で大きく報道されたため、「三角市場」の名が定着するに至った。令和期以降においても、市場の店主すら「小樽駅前市場」の名は使っていない。

## 特徴
小樽で唯一、年中無休の市場である。新鮮な魚介類、安価な価格設定により、北海道内外の観光客が、土産や中元、歳暮を買い求めに訪れる。アジア圏など、日本国外からの観光客も来店する。

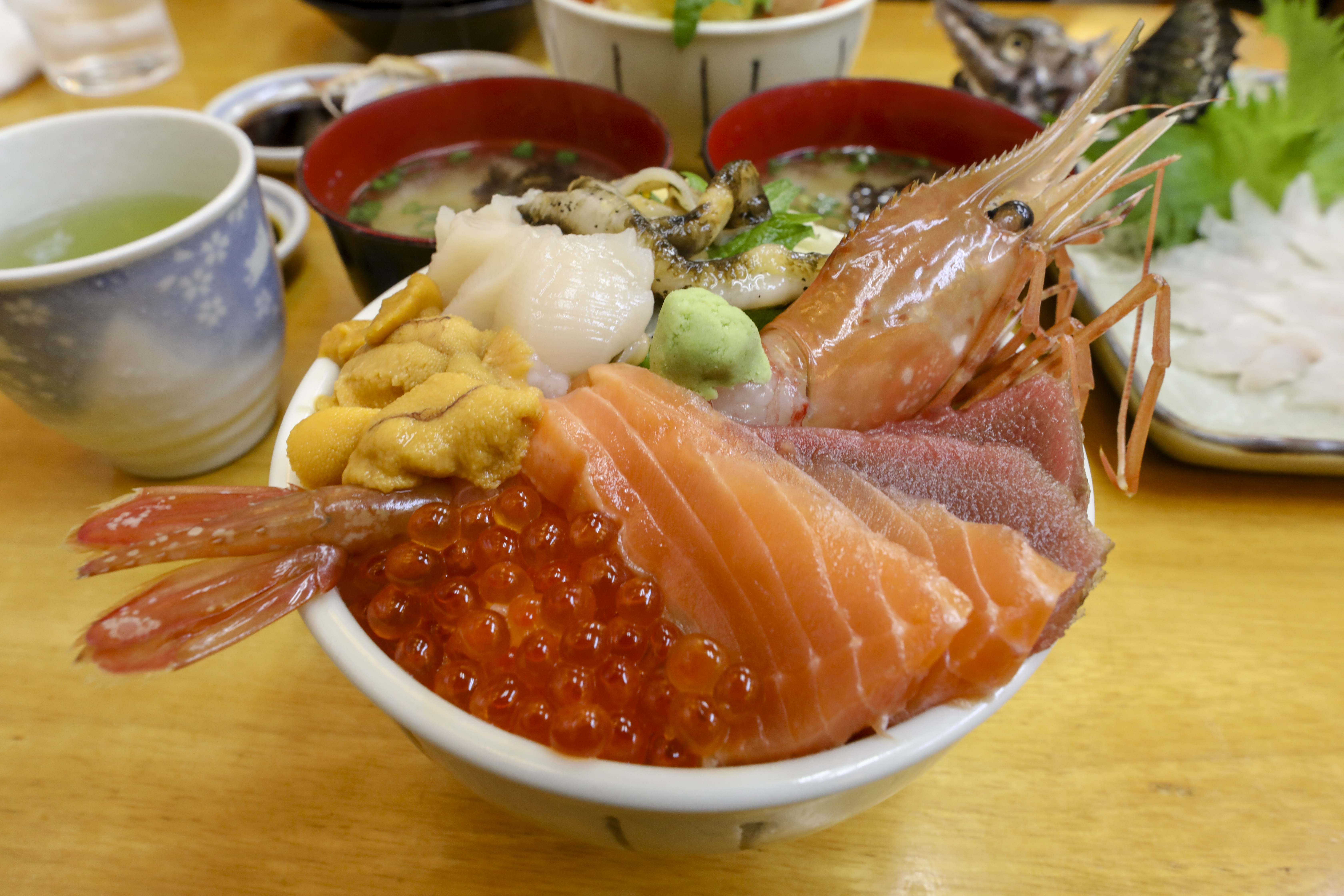
三角市場内「滝波食堂」の海鮮丼

食事を楽しむことのできる食堂もある。新鮮な魚介類を使用した海鮮丼、また刺身や焼き魚の定食が提供されており、旬の食材を使った日替わり定食などもある。市場の食堂6店舗の内5店舗は鮮魚店直営の店であり、食堂のメニューにないものでも鮮魚店で購入した魚を食堂で食べることができる。
小樽は坂道が多いために三角市場も傾斜地に建てられており、市場内の通路が坂道になっていることも特徴の一つである。
市場専用の無料駐車場はないが、市場の向かいにある契約駐車場を利用することができる。

## 観光地化
三角市場は立地がJR小樽駅の隣であることから、観光地と化す傾向が強い。小樽運河の保存運動が全国に知られ、小樽が観光地へと変わり始めた1980年代から、三角市場にも観光客が訪れるようになった。
1990年（平成2年）以降の頃より観光客がさらに増加し、それに伴って地元客が減少している。観光客向けに、カニを中心とする店も多い。2000年代において、海産物・鮮魚店で、カニを扱っていない店はなく、観光客相手のために開業当初は扱っていなかったカニの販売を開始するようになった店もある。2010年代以降は特に土産を買い求める客より、市場の中で海鮮丼を食べて帰る観光客が急増している。
2021年（令和3年）時点において、小樽市民の利用は2割ほどである。「地元の『まな板』のような市場にしたい」との声、「地元客の減少により、生活感の漂う市場の雰囲気を楽しみたい観光客も減少する」と危惧の声も聞かれる。観光客相手の駆け引きなど、人との話が不得意で、三角市場から別の市場に移る者もいる。観光地としての市場か、地元を重視する小樽市民のための市場か、またはその両方を尊重するかのジレンマが存在している。

## アクセス
- JR小樽駅下車、または北海道中央バス小樽駅前下車、徒歩1分[18]